# Aparasphenodon
Az Aparasphenodon  a kétéltűek (Amphibia) osztályába és  a békák (Anura) rendjébe a levelibéka-félék (Hylidae) családjába és a Hylinae alcsaládba tartozó nem.

## Rendszerezés
A nembe az alábbi fajok tartoznak.
- Aparasphenodon arapapa[1] Pimenta, Napoli & Haddad, 2009
- Aparasphenodon bokermanni Pombal, 1993
- Aparasphenodon brunoi Miranda-Ribeiro, 1920
- Aparasphenodon pomba[2] Assis, Santana, Silva, Quintela & Feio, 2013
- Aparasphenodon venezolanus (Mertens, 1950)